# 짜부락고둥상과
짜부락고둥상과(Cerithioidea)는 바다 복족류 및 소금물과 민물 복족류 상과의 하나이다. 200여 속 이상을 포함하고 있다. 짜부락고둥상과는 흡강류에 속한다.

## 생태학
짜부락고둥상과는 다양성이 매우 높은 상과 중 하나이다. 종들은 거의 모든 전 세계의 열대 및 아열대 바다의 바위로 된 조간대 해안가와 해초지 그리고 해조류 잎에서 발견되지만, 큰 강 어귀와 민물 서식지에서도 발견된다.
민물 종들은 남극을 제외한 모든 대륙에서 발견된다. 맹그로브 숲, 큰 강 어귀 개펄, 유속이 빠른 강과 잔잔한 호수에서 많이 발견되는 종이다.

## 화석 기록
이 상과의 화석 기록은 트라이아스기 전기까지 거슬러 올라갈 수 있지만,
 백악기 동안에 주로 번성하기 시작했다.

## 분류
짜부락고둥상과는 단계통군(하나의 계통군)으로 추정되어 왔다 그러나 짜부락고둥상과에 속하는 과들 사이의 계통 유연관계는 아직 조사중에 있으며, 그 이유는 미토콘드리아 재조합 DNA 염기 서열이 이 문제를 푸는 데 실패했기 때문이다.

### 2005년 분류
2005년 부쉐와 로크루아(Bouchet & Rocroi)의 복족류 분류는 짜부락고둥상과를 아래와 같이 분류한다.

- 짜부락고둥상과(Cerithioidea)
  - 갯고둥과(Batillariidae) Thiele, 1929 - 단계통군
  - † Brachytrematidae Cossmann, 1906
  - † Cassiopidae Beurlen, 1967
  - 짜부락고둥과(Cerithiidae) Fleming, 1822 - 단계통군
  - 매끈이짜부락고둥과(Dialidae) Kay, 1979
  - 디아스토마과(Diastomatidae) Cossman, 1894
  - † Eustomatidae Cossmann, 1906
  - † Ladinulidae Bandel, 1992
  - † Lanascalidae Bandel, 1992
  - 홀쭉이고둥과(Litiopidae) Gray, 1847
  - † Maoraxidae Bandel, Gründel, Maxwell, 2000
  - Melanopsidae H. Adams & A. Adams, 1854 - 민물 달팽이, 다계통군
  - † Metacerithiidae Cossmann, 1906
  - Modulidae P. Fischer, 1884
  - Pachychilidae P. Fischer & Crosse, 1892
  - Paludomidae Stoliczka, 1868
  - 고리고둥과(Planaxidae) Gray, 1850
  - 다슬기과(Pleuroceridae) P. Fischer, 1885 (1863) - 민물 달팽이, 다계통군
  - † Popenellidae Bandel, 1992
  - 동다리과(Potamididae) H. Adams & A. Adams, 1854 - 단계통군
  - † Procerithiidae Cossmann, 1906
  - † Prostyliferidae Bandel, 1992
  - † Propupaspiridae Nützel, Pan & Erwin, 2002
  - 모래붙이짜부락고둥과(Scaliolidae) Jousseaume, 1912 - 단계통군
  - 지렁이고둥과(Siliquariidae) Anton, 1838
  - † Terebrellidae Delpey, 1941 - 정식 분류명이 아님.
  - Thiaridae Gill, 1871 (1823) - 민물 달팽이, 다계통군
  - 나사고둥과(Turritellidae) Lovén, 1847 - 단계통군

### 2006년 분류
2006년 반델(Bandel)의 분류는 짜부락고둥상과에 많은 변화가 있었다. 짜부락고둥상과를 짜부락고둥류(Cerithimorpha)로 분류했다.
그 변화는 다음과 같다.
- 짜부락고둥상과 (Cerithioidea)
  - Bittiidae Cossmann, 1906 - 별도의 과로 승격하여 분류. 2005년 부쉐와 로크루아(Bouchet & Rocroi)는 짜부락고둥과(Cerithiidae)에 포함되는 아과로 분류.
  - † Maturifusidae - 고복족류에서 짜부락고둥상과로 이동
  - † Canterburyellidae - 위치가 불확실한 흡강류에서 짜부락고둥상과로 이동
  - † Prisciphoridae - 위치가 불확실한 흡강류에서 짜부락고둥상과로 이동
  - † Zardinellopsidae Bandel, 2006 - 새로운 과로 신설
  - Pachymelaniidae - Thiaridae과의 이명에서 별도의 정식 과로 간주.

## 2009년 분류
2009년 스트롱(Strong)과 쾰러(Köhler)의 분류는 다슬기과(Pleuroceridae)에 포함되었던 아과 Semisulcospirinae를 별도의 과 Semisulcospiridae로 승격했다.